# Beatriz Greco
Rosa Beatriz Greco (Mar del Plata, 1960) es una deportista argentina que compitió en natación adaptada, especialista en 100 m y 400 m estilo libre, 100 m estilo braza, 100 m estilo mariposa y 200 m medley individual.
Fue parte del conjunto femenino de deportistas argentinas que asistió a los Juegos Paralímpicos de Seúl 1988, donde ganó la presea de plata en los 100 m estilo braza categoría 6 con un tiempo de 1min59s12, y la medalla de bronce en los 200 m medley individual dentro de la misma categoría.
A nivel continental, participó en los Juegos Parapanamericanos de 2003 realizados en Mar del Plata donde ganó cuatro medallas de oro. Fue en esta competencia donde superó la plusmarca panamericana en los 100 m estilo braza categoría SB7 con un tiempo de 2min08s35 el 6 de diciembre de 2003.